# Transportpanzer 1 Fuchs
Il veicolo Transportpanzer I è un veicolo da trasporto truppe tedesche, realizzato dalla Thyssen-Henschel per venire incontro ad una richiesta dell'Esercito della Germania Occidentale per un veicolo blindato da trasporto truppe con varie funzioni.

## Storia[1]
Lo sviluppo di questo veicolo fa parte di un ambizioso programma concepito nel 1964 per rispondere alle esigenze degli anni 70'. Il "Fuchs" è stato prodotto per la prima volta nel 1979 e da allora la produzione è proseguita a ritmo di 160 veicoli all'anno. La commissione dell'esercito tedesco era per 996 esemplari. Negli anni 80' Gli esemplari erano, suddivisi per tipologia, circa 110 stazioni radar, 134 veicoli comando e comunicazioni, 140 ricognitori di attacchi NBC, 220 veicoli per il genio, 220 trasporti materiale, un numero non precisato per la guerra elettronica e circa 150 adibiti al ruolo di trasporto truppe.

## Tecnica

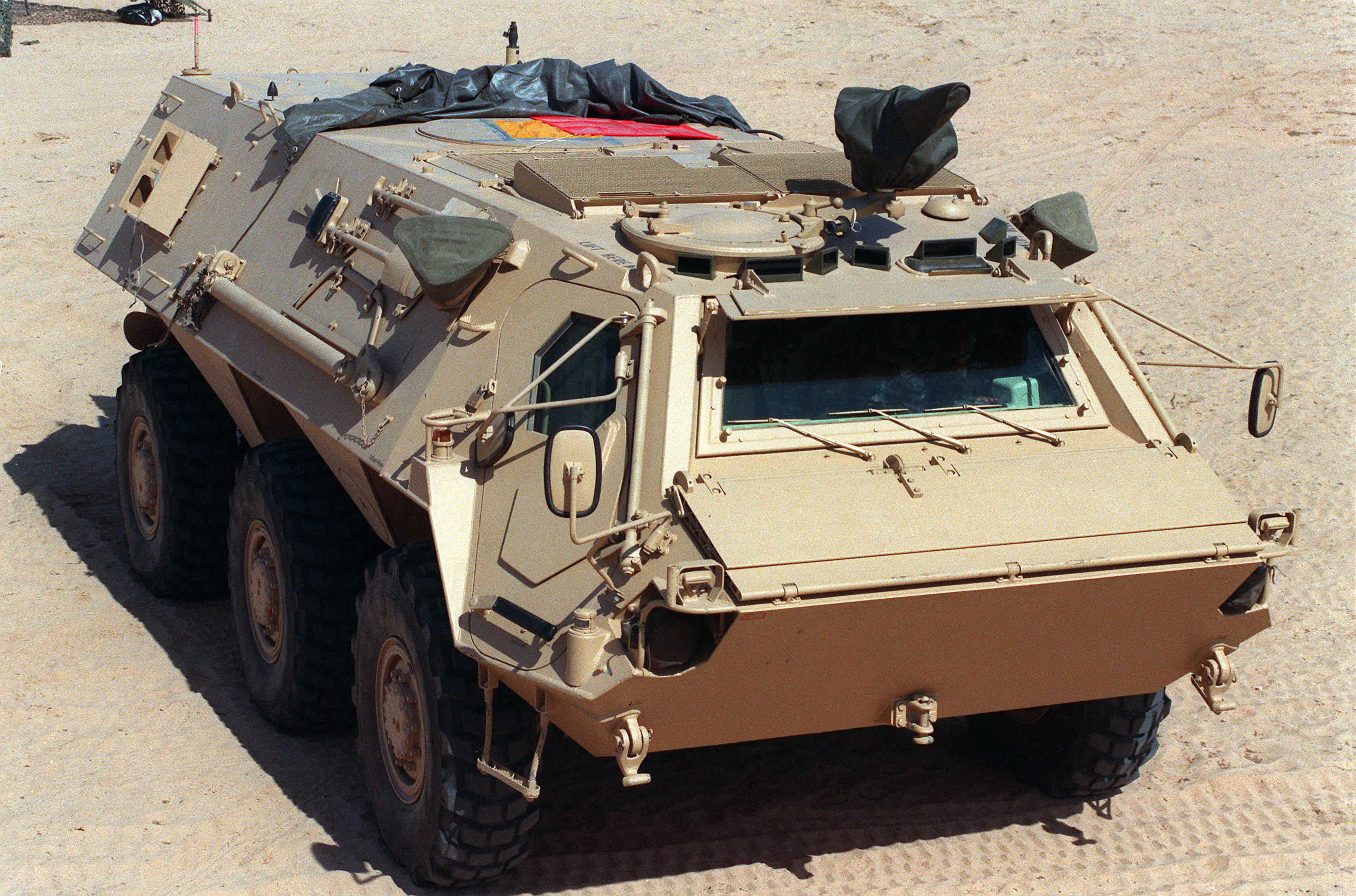
Il Fuchs ha prestato servizio nel Golfo, nel 1991, come veicolo di ricognizione NBC per rilevare zone contaminate da armi irakene. Gli americani, sorprendentemente, erano carenti di tali mezzi ed hanno adottato brevemente alcuni mezzi chiamandoli M93 FOX e dando loro una mimetica desertica

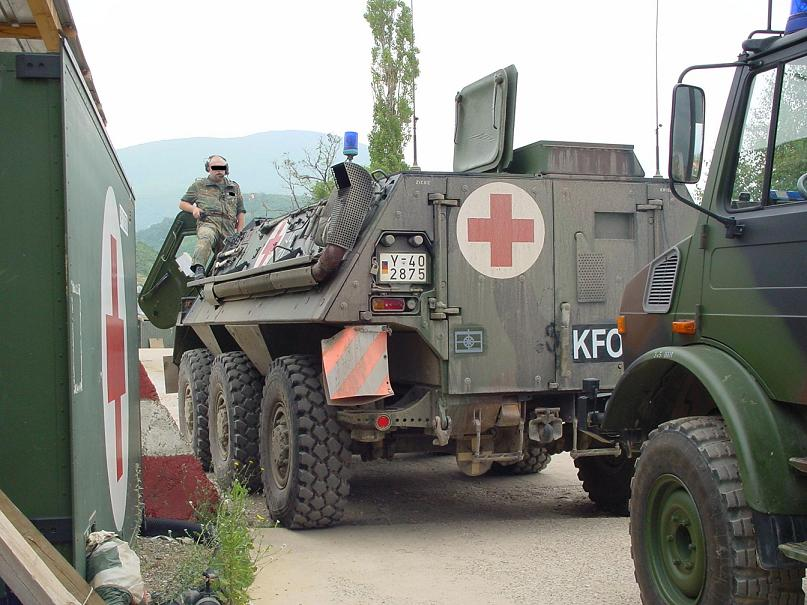
Una vista di sfuggita della versione ambulanza

Veicolo da trasporto truppa molto pesante e costoso, ha una configurazione con capocarro e guidatore entrambi a prua, protetti da un solo blindovetro, che dà una configurazione caratteristica al mezzo.
Il motore è dietro a sinistra, con un piccolo passaggio per comunicare con il comparto truppa principale. Il vano motore contiene il gruppo motore/trasmissione, fissato con dei morsetti a rilascio rapido che consentono l'estrazione del gruppo nel giro di 10 minuti; in queste circostanze il blocco viene fissato su una piattaforma esterna e fatto funzionare per le necessarie verifiche. Lo scomparto truppe ha delle panche laterali (5 posti per lato) ribaltabili per fare posto a carichi pesanti (4 tonnellate standard/2 tonnellate in acqua). Esistono 3 portelli superiori, 3 iposcopi per lato e 2 portelloni posteriori. Un sistema anti NBC filtra l'aria prima di immetterla nel veicolo.
La trazione è 6x6 con pneumatici di grande diametro, mentre la locomozione in acqua è data da idrogetti molto potenti, capaci di imprimere al pesante veicolo da 17t. una velocità di 10,5 km/h, grazie anche ad una piastra flangiflutti. Inoltre è dotato di 2 pompe di sentina contro le infiltrazioni d'acqua.

## Servizio
Il Trasportpanzer è stato realizzato in quasi 1000 esemplari per le esigenze, dato il costo, della sola Germania.
Tra i modelli usati, va menzionato il tipo da ricognizione NBC, costruito in 140 esemplari, e diventato noto come Fuchs, mentre la versione per il trasporto di materiali per le squadre del genio è stato realizzato in 220 macchine.
Altri mezzi impiegati sono i TPz-1 Eloka per la guerra elettronica, con numerose antenne e un gruppo elettrogeneratore per aumentare la potenza disponibile.
Esistono anche 220 veicoli da trasporto materiali o anche ambulanza. Esistono infine anche veicoli radar RASIT con albero di sostegno telescopico per il radar di sorveglianza, un modello del tipo comando e controllo.
Il modello comando porta un generatore ed è arredato con tavoli, sedie e apparecchiature per telecomunicazioni. Il veicolo d'individuazione NBC trasporta tutte le apparecchiature per  il rilevamento delle offese radioattive e chimiche, oltre a materiale di segnalazione delle aree contaminate. Il veicolo genio contiene esplosivi, attrezzature di demolizione, mine e altro materiale di questo tipo. Il veicolo per la guerra elettronica è fornito di apparecchiature di disturbo per l'interferenza nelle trasmissioni radio e radar avversarie. Il veicolo trasporto materiale è molto simile al veicolo trasporto truppe, salvo che l'arredamento interno può essere tolto per far spazio al carico e può anche essere trasformato in un'ambulanza.
L'armamento è in genere di una mitragliatrice da 7,62mm e 6 lanciagranate nebbiogeni sistemati ai lati dello scafo. Sono teoricamente disponibili combinazioni di armamento più pesanti, come lanciamissili HOT, TOW, MILAN, mortai e cannoni da 25mm.
IL veicolo è entrato in linea dopo che nel 1977 venne assegnata una prima commessa alla T-H per 99 mezzi, consegnati a partire dal 1979. In seguito le commesse si sono decuplicate.
Il veicolo NBC, chiamato Fuchs, è stato usato nel 1991 dagli americani, carenti in mezzi da ricognizione NBC, per le ricognizioni nel dopo guerra del Golfo.
Il Fuchs è ancora oggi in produzione presso la Henschel Wehrtechninik, ed è stato venduto a Regno Unito, Israele, Paesi Bassi e molti altri paesi.

## Utilizzatori
Venezuela
- Ejército Nacional de la República Bolivariana de Venezuela

10 consegnati nel 1983, ottenuti montando un cannone senza rinculo M-40A1 da 106mm, ed in servizio al settembre 2018.